# دیو کرافسکی
دیوید «دِیو» کرافسکی (به انگلیسی: David "Dave" Karofsky)،که معمولاً به نام کرافسکی صدا زده می‌شود. یک شخصیت فرعی در سریال موزیکال کمدی-درام شبکه رسانه‌ای فاکس یعنی گلی است. این شخصیت توسط مکس ادلر بازی شده و اولین بار در قسمت مش-آپ از گلی حضور یافت. که این قسمت در ۲۱ اکتبر ۲۰۰۹ پخش شد. این شخصیت در ابتدا یک شخصیت زورگو و قلدر است که بقیه اعضای کلوپ گلی مخصوصا کرت هامل و فین هادسون را اذیت می‌کند یک بار که با کرت دعوا می‌کند وی را می‌بوسد و به همین خاطر کرت را تهدید به مرگ می‌کند تا همجنس‌گراییش را لو ندهد و کرت نیز از مدرسه به آکادمی دالتون منتقل می‌شود و در آنجا با پسر دیگری رابطه برقرار می‌کند و بعدتر کرافسکی تلاشش را به کار می‌بندد تا کرت را به مدرسه باز گرداند و موفق می‌شود و خودش از مدرسه منتقل می‌شود بعدتر نیز از کرت درخواست رابطه می‌کند اما کرت جواب رد می‌دهد و با لو رفتن همجنس‌گراییش در مدرسه جدیدش به حدی اذیت و آزار می‌شود که دست به خودکشی ناموفق می‌زند.